# Американски лавър
Американски лавър (Kalmia latifolia), известен още като планински лавър е вид цъфтящо растение от семейство Пиренови (Ericaceae), характерно за източната част на САЩ. Символ е на Кънектикът и на Пенсилвания (САЩ). Видът е незастрашен от изчезване.

## Описание
Американският лавър е северноамерикански вечнозелен храст с лъскави листа и бял или розов цвят. Достига 3 – 9 m височина. Листата са дълги 3 – 12 cm и широки 1 – 4 cm. Цветовете са на гроздове, кръгли, вариращи от светло розово до бяло. Има няколко култивирани сортове, чиито цветове са в тъмните нюанси на розовото, близо до червеното и кестенявото. Цъфти през май и юни. Всички части на растението са отровни. Корените са влакнести и сплъстени.
- Цветни пъпки
- Начало на цъфтеж
- Див представител
- Култивиран японски вид

## Местообитание
В естествена среда обитава скалисти склонове и планинските горски площи. Вирее в кисела почва, предпочитайки рН на почвата в диапазона 4,5 – 5,5. Растението често расте в големи гъсталаци, покривайки големи площи от горския етаж. В Апалачите може да достигне по размер до дърво, но на север е храст. Често се среща в дъбови гори. В ниски, влажни зони, расте нагъсто, а в сухите възвишения има по-рядка форма.

## Етимология
Растението е известно и като „бръшлянен храст“ и „лъжица-дърво“ – заради това, че местните индианци го използват за изработване на лъжици.
За първи път американският лавър (Kalmia latifolia) е описан през 1624 г. в Америка, но е именуван едва след като ботаниста Pehr Kalm изпраща проби на Карл Линей през 18 век.